# Arina Tanemura
 (juillet 2020).
Si vous disposez d'ouvrages ou d'articles de référence ou si vous connaissez des sites web de qualité traitant du thème abordé ici, merci de compléter l'article en donnant les références utiles à sa vérifiabilité et en les liant à la section « Notes et références ».
Arina Tanemura (種村 有菜, Tanemura Arina) est une mangaka née le 13 mars 1978 à Ichinomiya dans la préfecture d'Aichi au Japon.

## Biographie
Elle fait ses débuts dans le magazine shōjo Ribon en 1996 avec le manga Nibanme no koi no katachi (2番目の恋のかたち), publié en 1998 avec d'autres histoires courtes dans l'anthologie Kanshakudama no Yuuutsu (かんしゃく玉のゆううつ). Après le oneshot I.O.N. prépublié en 1997, elle commence sa première série, Kamikaze kaitou Jeanne, prépubliée de 1998 et 2000 et compilée en 7 tomes. Elle enchaine plusieurs autres séries d'une longueur toujours inférieure à 7 tomes sauf The Gentlemen's Alliance Cross qui s'étend sur 11 tomes, toutes prépubliées dans le magazine Ribon.
Deux de ses mangas, Kamikaze kaitou Jeanne et Full Moon wo sagashite, ont été  adaptées à la télévision, la première par Toei Animation et la seconde par Studio Deen. Une autre de ses mangas, Time Stranger Kyoko, a été adaptée en un OAV de 15 minutes.
En observant attentivement les mangas d'Arina Tanemura, on peut relever plusieurs fils conducteurs qui parcourent ses œuvres. Les noms de familles de ses héros sont toujours choisis avec soin et ils suivent une construction unique, propre à chaque série. Ils font quelquefois référence à des toponymes situés dans la région d'Aichi d'où elle est originaire. Le rival de Jeanne dans Kamikaze kaitou Jeanne se nomme Chiaki Nagoya, par exemple. et dans ce manga, les noms des personnages comptent tous trois kanji (caractères sino-japonais). Dans The Gentlemen's Alliance Cross, les héros portent un nom se terminant en "miya" (qui signifie "palais"), tandis que des noms de couleur composent les patronymes des personnages de Time Stranger Kyoko.
La plupart de ses œuvres sont des comédies. Mais on retrouve bon nombre d'éléments sombres, comme la mort de héros, la trahison de proches ou encore l’absence de famille, en particulier de parents. Le trait de la mangaka est très détaillé et fin, dans la plus pure tradition shôjo. Elle excelle dans l'application de trames qui donnent du relief aux dessins. Toutes ses illustrations sont entièrement colorisées à la main, de manière traditionnelle. Elle n'utilise jamais de logiciel pour cette tâche.

## Travaux

### Mangas
- ION (oneshot - 1997)
- Kanshaku dama no yuuutsu (compilation d'histoires courtes prépubliées de 1996 à 1998) (1998)
- Kamikaze kaitou Jeanne (sept volumes) (1998-2000) édition française chez Glénat
- Time stranger Kyoko (trois volumes)  (2000-2001)
- Full Moon wo sagashite (sept volumes) (2002-2004), édition française chez Glénat
- The Gentlemen's Alliance Cross (onze volumes) (2004-2008), édition française chez Kana
- Zettai Kakusei Tenshi Mistress Fortune (un volume) (2008)
- Fudanjuku Monogatari (2011 - en cours)
- Princesse Sakura  (douze volumes) (2011-2013), édition française chez Glénat
- Lovely Fridays (onze volumes) (2013-2015) édition française chez Delcourt Tonkam
- I Dream of Love (sept volumes) (2014- en cours) édition française chez Delcourt Tonkam
- Akuma ni Chic X Hack (deux volumes) (2016)

### CD Jun'ai tenshi
2011 marque les 15 ans de carrière d'Arina Tanemura. Pour l'occasion, un CD entièrement original a été édité. Ce CD s'intitule "Jun'ai Tenshi - Tanemura Arina 15-shûnen Kinen Thema Song-shû" (Les Anges de l'amour - Collection de chansons célébrant les 15 ans de carrière d'Arina Tanemura). Arina Tanemura en est la parolière et l'interprète.
| Piste | Titre de la chanson              | Manga original                           | Paroles        | Compositeur            | Arrangements           |
| ----- | -------------------------------- | ---------------------------------------- | -------------- | ---------------------- | ---------------------- |
| 1     | Sakura-Hime Kaden                | Sakura-Hime Kaden                        | Arina Tanemura | Aruna Ruki             | Aruna Ruki             |
| 2     | Yamato Nadeshiko Hana Henka      | Kanshakudama nu Yûutsu                   | Arina Tanemura | Yûta Matsuura          | Yûta Matsuura          |
| 3     | Jun'ai - Fortune                 | Zettai Kakusei Tenshi - Mistress Fortune | Arina Tanemura | Bocchi                 | Bocchi                 |
| 4     | Tokei no Shiro no Nemuri-Hime    | Time Stranger Kyoko                      | Arina Tanemura | Masayoshi Yagami (EFS) | Masayoshi Yagami (EFS) |
| 5     | Ame ne Gogo wa Romance no Heroin | Ame ne Gogo wa Romance no Heroin         | Arina Tanemura | Yûta Matsuura          | Yûta Matsuura          |
| 6     | Sakana no Gin'iro Eigakan        | Kono Koi wa Non Fiction                  | Arina Tanemura | Aruna Ruki             | Aruna Ruki             |
| 7     | 3-byô no Kiseki                  | I-O-N                                    | Arina Tanemura | Aruna Ruki             | Aruna Ruki             |
| 8     | Kindan Cross Game                | The Gentlemen's Alliance Cross           | Arina Tanemura | Aruna Ruki             | LC:Aze                 |
| 9     | Gyakukô no Mademoiselle          | Kamikaze Kaitô Jeanne                    | Arina Tanemura | Bocchi                 | Bocchi                 |
| 10    | Full Moon wo Sagashite           | Full Moon wo Sagashite                   | Arina Tanemura | Bocchi                 | Bocchi                 |

### Livres d'art
- Kamikaze Kaitou Jeanne Illustration Collection - Tanemura Arina Collection, Shueisha : illustrations du manga avec commentaires de l'artiste (2000)
- Full Moon wo Sagashite Illustration Collection - Tanemura Arina Collection, Shueisha : illustrations de Full Moon, Time Stranger Kyoko et Kamikaze Kaitou Jeanne (2004)
- Shinshi Dōmei Kurosu Tanemura Arina Irasuto Shuu (紳士同盟クロス」種村有菜イラスト集) : illustrations issues de la série The Gentlemen's Alliance Cross. (2008)
- Paint Ribon Art of Sakura Hime Kaden (PAINTりぼん art of 種村有菜) : illustrations issues de la série Princesse Sakura. (2009)